# Alexej Kurilenko
Alexej Kurilenko (* 29. August 1972) ist ein ehemaliger ukrainischer Fußballspieler. 
Kurilenko begann seine Fußballkarriere 1992 in der Perscha Liha, der zweithöchsten ukrainischen Liga, bei Krywbas Krywyj Rih. Die Mannschaft stieg am Ende der Saison in die Premjer-Liha auf und Kurilenko absolvierte hier bis einschließlich der Saison 1995/96 83 Erstligaspiele und erzielte dabei fünf Tore. Während der Saison 1995/96 wechselte er zum Ligakonkurrenten Dnipro Dnipropetrowsk und blieb bis zum Saisonende. Er wechselte weiter zu Metalurh Saporischschja und während er Folgesaison zu Torpedo Saporischschja.
Zur Saison 1998/99 verließ Kurilenko sein Heimatland und ging nach Deutschland zum Zweitligisten FC Energie Cottbus. Am fünften Spieltag wurde er von Trainer Eduard Geyer zum ersten Mal eingewechselt, bei seiner nächsten Partie am 16. Spieltag stand er in der Startelf. Er absolvierte insgesamt zwölf Saisonspiele, davon zwei über die vollen 90 Minuten. In der folgenden Saison stieg Kurilenko mit den Lausitzern in die Bundesliga auf und kam dabei in der Aufstiegssaison zu drei Einsätzen. Am Saisonende verließ er den FC Energie und schloss sich dem VfB Lübeck  in der Regionalliga Nord an. Schon in der Winterpause zog Kurilenko weiter zum VfB Gießen in die Oberliga Hessen. Durch fehlende Gelder stellte Gießen den Spielbetrieb am Ende der Saison ein und Kurilenko wechselte daraufhin zum Dresdner SC in die Regionalliga. Für den Dresdner lief er in der Hinrunde achtmal auf und wurde dann von Trainer Karsten Petersohn aus dem Kader verbannt. Der Dresdner SC konnte durch den Lizenzentzug des 1. FC Magdeburg die Klasse halten und Kurilenko rückte nach einem Trainerwechsel wieder in den Kader. Er lief in der Saison 2002/03 21-mal für die Dresdner auf und erzielte dabei ein Tor. Am Saisonende belegte die Mannschaft den letzten Tabellenplatz und stieg ab. 
Kurilenko wechselte daraufhin in die Oberliga Hessen zum VfB Marburg. Nach zwei Saisons in Marburg spielte er noch für die SG Bruchköbel und die SpVgg Hadamar. Im Jahr 2006 beendete Kurilenko seine Fußballerkarriere.